# 9238 Yavapai
9238 Yavapai eller 1997 HO2 är en asteroid i huvudbältet som upptäcktes den 28 april 1997 av den italiensk-amerikanske astronomen Paul G. Comba vid Prescott-observatoriet. Den är uppkallad efter Yavapai County.
Asteroiden har en diameter på ungefär 6 kilometer och den tillhör asteroidgruppen Koronis.